# زكريا كوميتي
زكريا كوميتي (بالإيطالية:  Zaccaria Cometti)‏ (و.7 يناير 1937 - 2 أبريل 2020) كان لاعب كرة قدم محترف إيطالي.

## سيرة
قضى معظم حياته المهنية في أتالانتا في الدوري الإيطالي.
كوميتي توفي بعدوى COVID-19 في 2 أبريل 2020 

## روابط خارجية
- زكريا كوميتي على موقع قاعدة بيانات كرة القدم.إي يو (الإنجليزية)
- زكريا كوميتي على موقع عالم كرة القدم.نت (الإنجليزية)
- زكريا كوميتي في موقع كرة القدم العالمية.نت